# Sabrina Island
Sabrina Island ist eine 1,5 km² große und bis zu 180 m hohe Insel in der Gruppe der Balleny-Inseln in der Antarktis. Sie ist die größte dreier kleiner Inseln rund 3 km südlich von Buckle Island in der Somow-See.
Die Insel wurde nach dem Kutter benannt, mit dem Thomas Freeman († 1839) den Robbenfang-Schoner Eliza Scott unter John Balleny begleitete, als die Balleny-Inseln 1839 entdeckt wurden. Die Sabrina und ihre Mannschaft gingen am 24. März 1839 in einem Sturm verloren.
Etwa ein Viertel der Insel ist ständig von Eis und Schnee bedeckt. Ein steiler Grat läuft quer über die Insel. Die Küsten sind steil, mit Ausnahme eines Kieselstrandes im Südwesten. Die Insel beherbergt eine Brutkolonie des Adeliepinguins, in der 2006 auch etwa 200 adulte Zügelpinguine gezählt wurden. Wahrscheinlich nistet auf den Felsen der Insel auch der Kapsturmvogel. Sabrina Island, die nördlich vorgelagerte Chinstrap Island und die südlich gelegene Felsnadel The Monolith sind gemeinsam als besonders geschütztes Gebiet der Antarktis Nr. 104 (Antarctic Specially Protected Area No. 104) entsprechend dem Umweltschutzprotokoll zum Antarktisvertrag ausgewiesen.
Neuseeland erhebt auf die Insel zusammen mit dem Ross-Nebengebiet einen völkerrechtlich nicht anerkannten Anspruch.